# 杜衡
杜衡（学名：Asarum forbesii）为马兜铃科细辛属的植物，又名蘅、杜蘅，别名马辛、苦叶细辛、南细辛、马蹄香、马蹄细辛，《玉篇》中又称香草。今本洪刍《香谱》“蘹香”条的内容和“马蹄香”条的标题脱漏，导致杜衡有时被误称为蘹香。

## 形态
多年生草本植物，根状茎节间短，有多数细长的须根，有特殊的辛香气味；下端集生多数肉质根；宽心形至肾状心形的叶子1－2枚生于茎端，有长柄，表面深绿而有光亮，常有白色或淡绿色的斑块；单花顶生，筒中装暗紫色花，花期4—5月；蒴果肉质，有多数黑褐色种子。

## 分布
生于阴湿有腐植質的林下或草丛中。属胡椒目马兜铃科马蹄香属。主产于江苏省江浦、南京（紫金山）、苏州、宜兴等地，分布于长江中下游各省。

## 用途

### 药用
性温味辛；根、叶可入药，称为“马辛”，有散寒止咳、祛风止痛的功效。

## 延伸阅读
[在维基数据编辑]
 《欽定古今圖書集成·博物彙編·草木典·杜衡部》，出自陈梦雷《古今圖書集成》
 《植物名實圖考·杜衡》，出自吳其濬《植物名實圖考》
1. ↑  董岑仕. . 中國四庫學. 2019, 4.